# Ezofagomanometrija
Ezofagomanometrija ili manometrija jednjaka  jedna je od dijagnostičkih mtoda u gatroenterologiji koja omogućuava procenu kontraktilne aktivnost jednjaka i koordinaciju peristaltike sa radom donjeg i gornjeg sfinktera jednjaka u bolestima jednjaka. Izvodi se pomoću višekanalnog vodoperfuzijskog katetera. Nakon što se kateter ubaci u lumen jednjaka oralno (kroz usta) ili transnazalno (kroz nos), meri se pritisak unutar lumena jednjaka.

## Opšte informacije
Poremećaji motoričke funkcije jednjaka često leže u osnovi različitih pritužbi pacijenata, posebno onih sa disfagijom, bolovimaa u grudima i simptoma povezanih sa gastroezofagealnom refluksnom bolešću (GERB) – gorušica, regurgitacija hrane, itd. Iako su prve manometrijske studije ljudskog jednjaka napravili  Hugo Kronecker i Samuel Meltzer 1883. godine,  značajan napredak u razumevanju pokretljivosti jednjaka načinjen je poslednjih 30 godina. Međutim i dalje su neka važna pitanja ostala bez odgovora u pogledu motoričke aktivnosti jednjaka u normalnim i patološkim stanjima.
Manometrija jednjaka se koristi kao dijagnostički test za bolesti jednjaka više od 20 godina. Poslednjih godina interesovanje za nju je značajno poraslo, čemu je umnogome doprineo razvoj laparoskopske antirefluksne hirurgije. 
Po svojoj prirodi, manometrija je visokotehnološka studija, više fiziološka nego endoskopska ili rendgenska. Uz  upotrebu fizičkih principa i poštovanje priznatih karakteristika opreme, manometrijska studija daje tačan opis kontrakcija jednjaka. Generalno, podaci manometrije su pouzdani koliko je razvijena metodologija istraživanja. Poboljšanje metodologije omogućava precizno proučavanje intraluminalnog pritiska i koordinaciju aktivnosti pritiska mišića jednjaka: ESP, peristaltika tela jednjaka i ESP. 

## Princip rada
Danas postoje savremeni kompjuterizovani poligrafi i pretvarači pritiska (transduktori) koji imaju karakteristike odziva koje daleko prevazilaze one potrebne za manometriju jednjaka. Postoje dve vrste sistema za izvođenje manometrije jednjaka: vodeno-perfuzioni i solidni kateteri. Oba sistema podrazumevaju upotrebu odgovarajućih katetera, senzora pritiska (transduktora), kao i modula za snimanje i analizu (kompjuter ili fiziograf). Pored toga, prvi sistem uključuje i pumpu za vodu.

### Princip rada vodeno-perfuzijskog katetera
Vodeno-perfuzijski kateter radi na principu kapilara koji se otvaraju na određenim tačkama na površini katetera (priključcima). Kateter se postavlja u jednjak i meri pritisak njegovih kontrakcija. Svaki kapilar je povezana sa eksternim senzorom pritiska i vodenom pumpom, koja dovodi vodu u unutrašnjost kapilara brzinom od 0,5 ml/min.  Vodoperfuzijski kateter je opremljen sistemom kapilarnih cijevi unutrašnjeg prečnika od oko 0,8 mm, koje se otvaraju na određenim mestima na površini katetera. Najčešće korišćeni kateter je sa četiiri i osam kapilarnih cevi koje se nalaze oko velike centralne cevi prečnika 4,5 mm. Osam otvora su raspoređeni na način da su četiri distalna orijentisan radijalno 90 stepeni jedan od drugog i otvorena na istom nivou ili unutar 1 cm. Četiri proksimalna otvora su također radijalno orijentisana, ali su udaljena 5 cm i od distalnih.  
Promena pritiska u području kapilarnog otvora prenosi se kroz vodeni stub do senzora pritiska, a zatim do uređaja za merenje, snimanje  i grafički prikaz. 
Najčešće se koristi kateter sa četiri ili osam kapilara. Značajna prednost ovog sistema je cena i svestranost (više lumena, mogućnost autoklaviranja). Glavni nedostatak je što je oprema nestabilna i zahteva pravilno održavanje od strane kvalifikovanog osoblja.

### Tehnika manometrije jednjaka
Studija se izvodi na prazan želudac u ležećem položaju. Najmanje 24 sata prije manometrije jednjaka, ako stanje pacijenta dozvoljava, potrebno je prestati uzimati lijekove koji mijenjaju funkciju jednjaka, kao što su nitrati, blokatori kalcijumskih kanala, prokinetici, antiholinergici, sedativi, kao i blokatori protonske pumpe i H2 blokatori. Kateter se uvodi u jednjak transnosalno, što značajno poboljšava podnošljivost samog zahvata.
Kao lokalna anestezija za intubaciju, preporučuje se irigacija nosne šupljine ksilokain sprejom ili nanošenje ksilokainskog lubrikanta na sondu.
Sonda se napreduje do dubine od 50-60 cm, postavljajući distalne senzore (priključci vodeno-perfuzijskog sistema ili mikrotransduktori katetera čvrstog tipa) u želudac. Prvo se vrši "kalibracija pacijenta". Predviđeno je smanjenje snimljenih vrijednosti na nulu, ili određivanje baznog pritiska u želudcu (želudačni osnovni pritisak). Važno je naglasiti da se pri provođenju manometrije jednjaka ne dobijaju apsolutni pokazatelji, već relativni, u poređenju sa pritiskom u želucu. O položaju senzora ispod dijafragme uvjerljivo svjedoči porast pritiska uz dubok udah, odnosno pozitivan talas grafikona  Dok snimak iz grudnog dijela pokazuje njegov pad, negativan talas.

## Indikacije za manometriju
Ezofagomanometrija  pruža i kvantitativnu i kvalitativnu procenu pritiska, koordinacije i pokretljivosti jednjaka, i zato se  sprovodi kod pacijenata sa simptomima koji ukazuju na njihovu povezanost sa patologijom jednjaka, kao što su:
- dispepsija,
- disfagija,

- odinofagija,

- nekoronarni (nekardijalni) sindrom bola u grudima.

- preoperativa dijagnostika kod antirefluksne operacije

- procena moguće uključenost jednjaka u sistemske bolesti kao što su skleroderma, hronična idiopatska pseudo-opstrukcija

| Pacijenata sa dispepsijom                                            | Abnormalnosti gornjeg ezofagealnog sfinktera i ždrijela Primarni poremećaji pokretljivosti jednjaka ( ahalazija kardija , jednjak oraščića , difuzni spazam jednjaka, hipertonus donjeg sfinktera jednjaka ) |
| Pacijenata sa mogućom gastroezofagealnom refluksnom bolešću          | Pomoć u određivanju položaja pH sonde Studija pritiska donjeg sfinktera jednjaka Procena poremećaja peristaltike                                                                                             |
| Pacijenata sa nekardijalnim bolom u grudima                          | Primarni poremećaji pokretljivosti jednjaka Odgovor na bol na provokativne testove |
| Procjena mogućeg zahvatanja jednjaka u sistemskim oboljenjima        | Skleroderma Hronični idiopatski intestinalni pseudo-opstruktivni dijabetes melitus |
| Isključivanje ezofagualne etiologije za sumnju na anoreksiju nervozu | |

## Kontraindikacije za manometriju
Kontraindikacije za manometriju su:
- akutni destruktivni ezofagitis,
- aneurizma aorte,
- uporni kašalj,
- povraćanje
- opšte teško stanje.

## Manometrija donjeg sfinktera jednjaka
Manometrijom NPS-a  meri se pritisak u mirovanju i procenjuje  opuštanje donjeg sfinktera u procesu gutanja male količine vode (procenat relaksacije, rezidualni pritisak, trajanje relaksacije).
Osim toga ovom manometrijom, određuje se lokacija donjeg sfinktera jednjaka (udaljenost do donjeg sfinktera jednjaka od ulaza do spoljašnjeg nosnog prolaza) i ukupna dužina donjeg sfinktera jednjaka. Normalne vrednosti ovih parametara date su u donjoj tabeli 
| Parametar                | Normalno      |
| Pritisak mirovanja NPC   | 6-25 mm Hg    |
| ------------------------ | ------------- |
| na kraju inhalacije      | 40 ± 13 mm Hg |
| prosečna                 | 24 ± 10 mm Hg |
| na kraju izdisaja        | 15 ± 11 mm Hg |
| Trajanje NPC relaksacije | 5-12 sek      |
| Opuštajući NPC           | Više od 90%   |
| ukupna dužina            | 20-40 mm      |
| Lokacija                 | 38-48 cm      |

Pritisak mirovanja PS - tačka najvećeg PS pritiska, detektovan tokom manometrije.
Procena relaksacije NPS - ova procena se se obično vrši u procesu gutanja 5 ml vode sobne temperature, jer suvu gutljaj ne uzrokuje dovoljno opuštanje donjeg sfinktera jednjaka). Nakon gutanja, pritisak donjeg  sfinktera jednjaka se obično smanjuje na otprilike osnovnu vrednost želudačnog pritiska, nakon čega sledi porast pritiska.
Istovremeno se ovim merenjem procjenjuje:
- trajanje opuštanja .
- procenat relaksacije - procena  procenta smanjenja pritiska donjeg sfinktera jednjaka tokom relaksacije u odnosu na nivo donjeg sfinktera jednjaka u mirovanju, što je 100%.
- rezidualni pritisak (razlika između najnižeg pritiska postignutog tokom opuštanja i osnovnog pritiska u stomaku). Preostali pritisak se smatra boljim pokazateljem funkcije donjeg  sfinktera jednjaka od procenta relaksacije, budući da je nezavisan od nivoa pritiska donjeg  sfinktera jednjaka u mirovanju. Normalno, preostali pritisak bi trebao biti 8 mm Hg. Art. i ispod.

## Manometrija tela jednjaka
Manometrija tela jednjaka uključuje merenje:
- Amplituda kontrakcije, koje pokazuje koliko se mišići jednjaka stisnuo tokom kontrakcija.
- Trajanje kontrakcije, koja pokazuje koliko dugo se mišići jednjaka kontrahuju tokom kontrakcije.
- Brzine kontrakcije, koju karakteriše širenje kontrakcije niz jednjak.

Normalni pokazatelji pokretljivosti jednjaka dati su prikazani u donjoj tabeli:
|                                       | Standardni bolus vode ili mokri gutljaj |                |         |
| Amplituda, mm Hg                      | Trajanje, sec                           | Brzina, cm/sec |         |
| 18 cm iznad gonjeg sfinktera jednjaka | 62±29                                   | 2,9±0,8        |         |
| 13 cm iznad gonjeg sfinktera jednjaka | 70±32                                   | 3,5±0,7        |         |
| 8 cm iznad gonjeg sfinktera jednjaka  | 90±41                                   | 3,9±0,9        |         |
| 3 cm iznad gonjeg sfinktera jednjaka  | 109±45                                  | 4,0±1,1        |         |
| Srednja trećina jednjaka              | 99±40                                   | 3,9±0,9        |         |
| Proksimalni deo jednjaka              |                                         |                | 3,0±0,6 |
| Distalni deo jednjaka                 |                                         |                | 3,5±0,9 |

Celi postupak ispitivanja traje 20-30 minuta.
Klinički značaj manometrije jednjaka leži u preciznoj potvrdi dijagnoza povezanih s dismotilitetom jednjaka, što se u početku može pretpostaviti anamnezom, ezofagoskopijom i drugim metodama. Provođenje manometrije jednjaka je od fundamentalnog značaja u planiranju antirefluksnih operacija i kontrole kvaliteta nakon njih.

## Manometrija gornjeg sfinktera jednjaka
Manometrija gornjeg sfinktera jednjaka, kao i  manometrija donjeg  sfinktera jednjaka, omogućava:
- određivanje pritiska mirovanja;
- opuštanje (% opuštanje);
- produženo opuštanje.

Kao i manometrija donjeg  sfinktera jednjaka i gornji sfinkter jednjaka je tonički kontrahiran i opušten tokom gutanja. Međutim, gornji ezofagealni sfinkter i faringealna regija imaju anatomske karakteristike koje ih razlikuju od tela i manometrija donjeg  sfinktera jednjaka jer imaju jasan uticaj na manometriju. Izvode ih poprečnoprugasti mišići , tako da su kontrakcije mišića mnogo brže od kontrakcija glatkih mišića distalnog jednjaka.

## Spoljašnje veze
|  | Molimo Vas, obratite pažnju na važno upozorenje u vezi sa temama iz oblasti medicine (zdravlja). |